# Байка (Саратовская область)
Байка — населённый пункт (тип:железнодорожная станция) в Ртищевском районе Саратовской области России. Входит в состав Октябрьского муниципального образования. Возник как посёлок при станции Байка на линии Ртищево-Сердобск, открытая в 1894 году.

## География
Находится в северо-западной части Саратовского Правобережья, в пределах Окско-Донской равнины, в лесостепной зоне, на расстоянии примерно 15 километров (по прямой) на северо-восток от города Ртищево, районного центра. Фактически входит в черту посёлка Правда. 

### Климат
Климат характеризуется как умеренно континентальный с холодной малоснежной зимой и сухим жарким летом. Среднегодовая температура воздуха — 4,4 °C. Средняя многолетняя температура самого холодного месяца (января) составляет −11,7 °С (абсолютный минимум — −43 °С), температура самого тёплого (июля) — 20 — 22 °С (абсолютный максимум — 40 °С). Средняя продолжительность безморозного периода 145—155 дней. Среднегодовое количество атмосферных осадков — 550 мм, из которых 225—325 мм выпадает в период с апреля по октябрь. Снежный покров держится в среднем 130—135 дней в году.

## История
Посёлок возник после открытия одноимённой станции Байка в 1894 году.

## Население
| 2010 |
| ---- |
| 32   |

### Национальный состав
Согласно результатам переписи 2002 года, в национальной структуре населения русские составляли 100 % из 40 чел.

## Инфраструктура
Основа экономики — обслуживание путевого хозяйства Мичуринского региона Юго-Восточной железной дороги. Действует станция Байка.

## Транспорт
Доступен автомобильным и железнодорожным транспортом.